# Diplura taunayi
Diplura taunayi är en spindelart som först beskrevs av Cândido Firmino de Mello-Leitão 1923.  
Diplura taunayi ingår i släktet Diplura och familjen Dipluridae. Inga underarter finns listade i Catalogue of Life.